# Gocta
Gocta, coneguda localment com La Chorrera, és una cascada a prop els llogarrets peruans de Cocachimba i San Pablo, districte de Valera, província de Bongará, Regió de l'Amazones, al nord-est del Perú. Els veïns del lloc sempre han conegut aquest saltant d'aigua com Gocta. La "Chorrera" és el nom que fan servir els pobladors de Coca i Cocachimba per dir cascada. En aquesta vall hi ha 22 cascades, aproximadament. Al març de 2006, un grup d'exploradors liderats per l‘alemany Stefan Ziemendorff, van decidir prendre les mides topogràfiques de la cascada i van descobrir que ―amb 540 metres de caiguda lliure― és el cinquè saltant d'aigua més alt del món:
1. Kerepakupai Merú (Salto Angel), de 807 m, a Bolívar (Veneçuela).
2. Kjeragfossen, de 715 m, a Noruega. Aquesta cascada s‘asseca durant algunes èpoques de l'any.
3. Salt Kukenaam, de 674 m; a Bolívar (Veneçuela). Aquesta cascada s‘asseca durant algunes èpoques de l'any.
4. Cascada del Ventisquero Colgante, de 549 m, a Aysén (Xile).
5. Cascada Gocta, de 540 m, a l'Amazones (Perú).

L'alçada total de la cascada és de 771 m, cosa que la situa en el 15è lloc de la llista mundial de cascades.
Hi ha moltes llegendes al voltant d'aquesta cascada: una es relaciona amb la maledicció d'una sirena rossa i bonica que, ajudada per una serp gegant, custodien un vas d'or. Una altra parla de Juan Mendoza, que va desaparèixer encantat per les roques que hi ha darrere la cascada.
La cascada de Gocta és visitada per molts turistes, els quals inicien el recorregut des de la ciutat de Chachapoyas, per passar després al poblat de Cocachimba, de d'on s'inicia una caminada en la qual es poden apreciar plantes i animals de costa i de serra molt interessants. Hi ha allotjament a Cocachimba, que permet descansar tot veient la cascada. Aquesta visita forma part del circuit turístic del nord del Perú, que en l'etapa a la regió de l'Amazones engloba altres visites a reserves naturals a la selva en indrets encara verges i on viuen moltes espècies d'animals en perill d'extinció. A més, inclou la fortalesa de Kuélap i ruïnes d'una fortalesa construïda per la cultura chachapoyas entre els segles x i xiv, entre d'altres.
Atesa la transcendència de la cascada de Gocta, les autoritats de la regió de l'Amazones fan gestions per protegir les riqueses que hi ha a la zona, per exemple, valuoses espècies de flora i fauna.